# Toxomerus intermedius
Toxomerus intermedius är en tvåvingeart som först beskrevs av Hull 1949.  Toxomerus intermedius ingår i släktet Toxomerus och familjen blomflugor. Inga underarter finns listade i Catalogue of Life.